# Regalbuto
Regalbuto ist eine Stadt im Freien Gemeindekonsortium Enna in der Region Sizilien in Italien mit 6626 Einwohnern (Stand 31. Dezember 2023).

## Lage und Daten
Regalbuto liegt 60 km nordöstlich von Enna am Lago Pozzillo, dem größten Stausee Siziliens. Die Gemeinde war Endpunkt der Bahnstrecke Motta Sant’Anastasia–Regalbuto. Die Einwohner arbeiten hauptsächlich in der Industrie und in der Landwirtschaft.
Die Nachbargemeinden sind Agira, Catenanuova, Centuripe, Gagliano Castelferrato, Randazzo (CT) und Troina.

## Geschichte
Der Ort wurde in arabischer Zeit gegründet. 1261 wurde er von Gegnern der Staufer zerstört.

## Sehenswürdigkeiten
- Pfarrkirche im Barockstil erbaut
- Kirche Santa Maria della Croce aus dem 17. Jahrhundert

## Söhne und Töchter
- Giovanni Filippo Ingrassia (um 1510–1580), Anatom, Hygieniker und Gesundheitspolitiker
- Joseph Maria Pernicone (1903–1985), Weihbischof in New York
- Vincenzo Pernicone (1903–1982), Romanist und Mediävist